# گرابیلی، اسماعیل‌لی
گرابیلی، اسماعیل‌لی (به ترکی آذربایجانی: Gəraybəyli) یک منطقهٔ مسکونی در جمهوری آذربایجان است که در شهرستان اسماعیل‌لی واقع شده است. گرابیلی ۷۸۶ نفر جمعیت دارد. دهیاری گرابیلی شامل روستاهای گرابیلی، کش‌خورت و ایوب بی‌لی است.